# 因蒂里厄鎮區 (密歇根州)
因蒂里厄鎮區（英語：Interior Township）是位於美國密歇根州昂托納貢縣的一個行政鎮區。

## 地方資料
因蒂里厄鎮區的面積為231.47平方千米，當中陸地面積為223.83平方千米，而水域面積為7.64平方千米。根據2020年美國人口普查的數據，當地共有人口270人，而人口密度為每平方千米1.17人。